# Macky Kasper
Pour les articles homonymes, voir Macky.
Macky Kasper (né le 17 février 1922 à Breslau, mort le 14 avril 1968 à Berlin) est un trompettiste et chef d'orchestre de jazz allemand.

## Biographie
Kasper joue d'abord du saxophone avant la trompette. Il joue auprès de Hans Sandberg puis Benny de Weille, Heinz Burzynski et Lutz Templin. En 1942 et 1943, il appartient à l'orchestre de Hans Georg Schütz. Après son retour de la guerre, il joue auprès de Lubo d'Orio puis fait partie du Radio Berlin Tanzorchester où il se fait connaître.
Plus tard il dirige son big band, où il présente le swing, le schlager et la musique de danse et collabore avec des célébrités comme Mona Baptiste. Il travaille sous son propre nom pour EMI et Ariola (Wir wollen niemals auseinandergehn), mais aussi avec Werner Müller (All the Things You Are, Trumpet Boogie), Walter Dobschinski (Hello Mr. Bebop), Kurt Henkels (Nordlicht-Melodie), Lionel Hampton (The Mess Is Here), Kurt Abraham, Omar Lamparter, Kurt Widmann et Marcel Simonet. Comme Jürgen Wölfer, on le surnomme le "Harry James allemand". Il apparaît dans des films comme An jedem Finger zehn.
Le guitariste Harry-James Kasper est son fils.

## Source de la traduction
- (de) Cet article est partiellement ou en totalité issu de l’article de Wikipédia en allemand intitulé « Macky Kasper » (voir la liste des auteurs).